# Bert Jacobs (voetballer)
Bert Jacobs (Zandvoort, 5 maart 1941 – Haarlem, 14 november 1999) was een Nederlands voetballer en voetbaltrainer. Jacobs was in Nederland actief bij onder meer FC Utrecht, Roda JC, Fortuna Sittard en Vitesse. In het buitenland was hij actief bij Seiko SA en Sporting Gijon.

## Carrière

### Beginperiode
Jacobs werd geboren in Zandvoort. Hij begon als kind bij de Zandvoortmeeuwen. Daarna maakte hij een jaar deel uit van de eerste selectie van HFC Haarlem, maar een knieblessure maakte een voortijdig einde aan zijn carrière. Al op jonge leeftijd werd hij jeugdtrainer bij ADO en assistent bij DWS. In 1967 maakte hij zijn debuut als hoofdtrainer bij het Amsterdamse De Volewijckers, waar hij in zijn tweede seizoen vroegtijdig opstapte. In 1969 werd Jacobs op 28-jarige leeftijd de nieuwe trainer van Velox uit Utrecht, waarmee hij een jaar later naar de Eerste divisie promoveerde. Toen de Utrechtse clubs DOS, Elinkwijk en Velox in 1970 samen verder gingen als FC Utrecht, werd niet Elinkwijk-trainer Evert Mur, maar de toen 29-jarige Jacobs de eerste hoofdtrainer van de Domstedelingen. In 1974 vertrok de Zandvoorter naar Roda JC.

### Jaren 80
Jacobs haalde met Roda JC Europees voetbal en in 1980 maakte hij de overstap naar Willem II. Hij slaagde erin de Tilburgers in de Eredivisie te houden. In het seizoen 1982/83 werkte hij in Hongkong voor Seiko SA, met welke club hij landskampioen werd. Daarna nam hij bij Sparta het trainersstokje over van Barry Hughes. In 1984 trok Fortuna Sittard hem aan als opvolger van de naar DS'79 vertrokken Frans Körver. Hij bereikte met Fortuna Sittard in zijn eerste seizoen de kwartfinale van de Europacup II, waarin Everton te sterk was. In december 1986 moest Jacobs - er was kanker bij hem geconstateerd - zijn werkzaamheden in De Baandert staken en werd hij vervangen door Han Berger. In het ziekenhuis kreeg Jacobs een kaakprothese aangemeten en in oktober 1987 bleek hij hersteld, waarna Vitesse hem als opvolger van Niels Overweg binnenhaalde. Jan Jongbloed werd vanaf medio 1988 zijn assistent. 
Toen Jacobs Vitesse ging trainen, was de club slechts een middenmoter in de Eerste divisie. Maar in zijn eerste - niet volledige - seizoen slaagde hij erin de Arnhemmers naar de nacompetitie te leiden en in 1989 was de promotie reeds een feit: Vitesse werd kampioen van de Eerste divisie. In de Eredivisie werd Vitesse direct de verrassing van het seizoen door als vierde te eindigen en Europees voetbal te halen. Daarnaast werd voor het eerst sinds 1927 de bekerfinale gehaald, tegen PSV. Vitesse verloor uiteindelijk de bekerfinale in De Kuip met 1–0. Het Vitesse van dat jaar bestond uit doelman Raimond van der Gouw, rechtsback Edward Sturing, laatste man Theo Bos, Frans Thijssen en linksback Arjan Vermeulen, terwijl het middenveld werd gevormd door Martin Laamers, John van den Brom en René Eijer. Voorin koos Jacobs doorgaans voor Rick Hilgers, Bart Latuheru en Hans van Arum, terwijl Jurrie Koolhof pinch-hitter was. Sinds de promotie in 1989 speelt Vitesse onafgebroken in de Eredivisie. Onder leiding van Jacobs eindigde Vitesse drie jaar op rij in de top vijf. Door zijn rol in het eerste voetbalteam droeg hij sterk bij aan de successen van de Arnhemmers. Hij groeide uit tot een van de boegbeelden van de club.

### Jaren 90
In 1992 koos Jacobs voor een buitenlandse avontuur bij Sporting Gijon in de Primera División. Hij begon goed, maar na de winterstop raakten er zoveel spelers geblesseerd, dat de prestaties achteruit gingen en op 15 april 1993 werd hij op non-actief gesteld. Hij werd opgevolgd door García Cuervo. Jacobs zat een halfjaar zonder werk en nam toen RKC Waalwijk over van Hans Verèl. RKC stond in degradatiegevaar, maar Jacobs redde de club voor de Eredivisie en leverde het elftal in het seizoen 1994/95 af in het linkerrijtje. Hierna werkte Jacobs een jaar bij FC Volendam, waarmee hij zo laag eindigde dat nacompetitie onontkoombaar was. Nog voor de nacompetitie begon kreeg hij zijn ontslag. Jan Brouwer (technisch/commercieel directeur van FC Volendam) nam tijdelijk de trainersfunctie over en via de nacompetitie wist Jan Brouwer FC Volendam te behouden voor de hoogste afdeling door alle zes wedstrijden van de nacompetitie te winnen.
In oktober 1996 vertrok Jacobs opnieuw naar RKC. In dat seizoen slaagde hij erin de Waalwijkers in de hoogste afdeling te houden en in 1997 was hij korte tijd technisch directeur van RKC.

### Na het voetbal
Jacobs zette in 1998 samen met Theo de Jong een adviesbureau op, maar een jaar later werd hij wederom getroffen door kanker. Op 14 november 1999 overleed hij op 58-jarige leeftijd.

## Trivia
- Jacobs stond bekend als de humorist onder de trainers. Hij deed onder meer een homoseksuele scheidsrechter na, verrijkte de Nederlandse taal met het woord hotseknotsbegoniavoetbal,[1] gooide fietsen in grachten en spoot tijdens een trainingskamp op Benidorm in zijn Fortuna-tijd een brandspuit leeg in het hotel, waardoor zeven nietsvermoedende spelers van FC Den Bosch, die ook in de Spaanse badplaats aanwezig waren, een nacht in de cel moesten doorbrengen.
- In 1990 bracht hij samen met zijn spelers het lied Vitesse, Vitesse! (Kom ik zondags uit mijn bed...) uit. Het lied werd geschreven door Emile Hartkamp.
- Op 17 november 2016 was er een documentaire over Bert Jacobs te zien op Fox Sports Eredivisie, genaamd Hotseknotsbegonia.[2] Een portret van de veel te vroeg overleden voetbaltrainer, samengevat in een halfuur durend programma gemaakt in opdracht van Vitesse TV.
- Jacobs is recordhouder als trainer met de meeste Eredivisiewedstrijden (741) achter zijn naam. Ook won Jacobs de meeste Eredivisiewedstrijden als trainer (273). Jacobs trainde ook de meeste Eredivisieclubs (8).
- In maart 2022 verscheen een biografie over Jacobs, getiteld Hotseknotsbegoniavoetbal. Voetbalhumor van Zandvoort tot Hongkong, uitgegeven door Staantribune en geschreven door Michiel Kraijkamp en Ferry Reurink.[3]

## Erelijst
Seiko SA
- Hong Kong First Division League: 1982/83

 Vitesse
- Eerste divisie: 1988/89